# Helicopsyche vergelana
Helicopsyche vergelana là một loài Trichoptera trong họ Helicopsychidae. Chúng phân bố ở vùng Tân nhiệt đới và vùng Tân Bắc giới.